# Seututie 125
Pour les articles homonymes, voir Route 125.
La route régionale 125 (finnois : Seututie 125)  est une route régionale allant de Nummi  jusqu'à Heijala à  Lohja en Finlande,,.

## Présentation
La seututie 125 est une route régionale d'Uusimaa dans la municipalité de  Lohja.
La route 125 part de la route régionale 110 au village de Nummi où elle passe  à proximité du musée de Nummi et de l'église de Nummi.
Puis la route traverse les villages de Jakova, Jättölä et Miemola avant de suivre la vallée du Pusulanjoki. 
La route se termine à Heijala à l'intersection de la Seututie 280.